# Dimítris Kalligéris
Dimítris Kalligéris (en grec moderne : Δημήτρης Καλλιγέρης) ou Dimítris Kalliyéris, est un footballeur grec né le 1er janvier 1949 à Athènes et mort le 4 décembre 2011 à Nea Ionia. Il évoluait au poste d'attaquant.

## Biographie
Dimítris Kalligéris est joueur du Panathinaïkos du 1970 à 1972,,.
Il est sacré à deux reprises Champion de Grèce en 1970 et en 1972.
Il prend part à la campagne de la Coupe des clubs champions 1970-1971 du club grec en disputant cinq matchs. Le Panathinaïkos perd la finale contre l'Ajax Amsterdam sur le score de 0-2 mais Kaligeris ne rentre pas en jeu,.
En 1972, il rejoint le FC Kalamata. Après deux saisons au sein du club, il raccroche les crampons en 1974,,.
Au total, en compétitions européennes, il dispute cinq matchs de Coupe des clubs champions pour aucun but marqué
Après sa retraite, il vit à Thèbes. Il est propriétaire d'un restaurant et hagiographe amateur. Il meurt dans un accident de voiture dans la banlieue d'Athènes 

## Palmarès
Panathinaïkos
| - Championnat de Grèce (2) : - Champion : 1969-70 et 1971-72. |  | - Coupe des clubs champions : - Finaliste : 1970-71. |